# Frente de Unidade Revolucionária
A Frente de Unidade Revolucionária é criada em 25 de Agosto de 1975, inicialmente com a designação de Frente de Unidade Popular, com a participação do PCP, do MDP/CDE, do MES, da FSP - Frente Socialista Popular, da LUAR, da LCI, do PRP/BR e da Organização 1º de Maio; esta aparece com o intuito de apoiar o V Governo Provisório e como reacção às manifestações promovidas e lideradas pelo PS - Partido Socialista. A Organização 1º de Maio abandonou a FUP a 26 de Agosto e o PCP a 28, e a partir daí a aliança passou a designar por Frente de Unidade Revolucionária.

## Antecedentes
Uma série de acontecimentos no célebre Verão quente de 1975 precipitam o seu aparecimento.
A 10 de Julho de 1975, vários partidos e outros grupos de extrema-esquerda organizam uma manifestação de apoio ao "Documento-Guia da Aliança Povo-MFA", são recebidos por Costa Gomes e Vasco Gonçalves, que discursam sendo visíveis as diferenças de conteúdo dos dois discursos, nesse mesmo dia o Jornal República reaparece sob a orientação de uma "Comissão Coordenadora de Trabalhadores", isto depois de a 19 de Maio ter começado a crise no Jornal República entre trabalhadores e a direcção, encabeçada por Raul Rêgo (militante histórico do PS e Jornal da oposição conotado com o PS no Estado Novo), o PS, no próprio dia reage violentamente, Mário Soares encabeça uma manifestação de protesto junto à sede do jornal e acusa o PCP de estar por detrás dos acontecimentos, no dia seguinte os militares fazem evacuar o local do jornal e selam-no. Mário Soares denuncia a ilegalidade do fecho do jornal e ameaça abandonar o Governo de Vasco Gonçalves, assim como os ministros do PS, estes regressam a 30 de Maio, após conversações com o Conselho da Revolução.
Perante estes acontecimentos, da Manifestação e do reaparecimento do Jornal República com uma redacção conotada com o PCP, os ministros do PS abandonam o IV Governo Provisório, uma semana mais tarde a 17 de Julho, os ministros do PPD/PSD tomam idêntica atitude e abandonam o Governo assim como os ministros independentes Silva Lopes e Almeida Santos.
A 12 de Julho o Conselho da Revolução emite um comunicado no qual critica a saída do Governo dos ministros socialistas.
Em 15 de Julho o PS promove uma manifestação de apoio aos seus representantes que abandonam o Governo, em resposta o PCP e a extrema-esquerda, partidários do IV Governo Provisório organizam manifestações em Lisboa e no Porto, organizadas por Comissões de Trabalhadores, entre outras reivindicações, pedem a dissolução da Assembleia Constituinte, que foi ganha maioritariamente pelos partidos mais moderados.
Nos dias 18 e 19 de Julho, o PS convoca dois comícios (Antas e Fonte Luminosa), que são um êxito retumbante com milhares de pessoas, Mário Soares exige a demissão de Vasco Gonçalves e ameaça que "o PS pode paralisar o país".
Nove membros do Conselho da Revolução, entre os quais Melo Antunes, entregam dia 7 de Agosto, a Costa Gomes um documento em que recusam, quer a via totalitária ("Documento-Guia da Aliança Povo-MFA"), quer a via social-democrata (defendida na altura pelo PPD/PSD). Este documento conhecido como o "Documento dos Nove" é condenado severamente pelo Directório do MFA. Nesse dia Mário Soares escreve uma Carta aberta ao general Costa Gomes, intimando-o a escolher uma via.
No dia 8 de Agosto o V Governo Provisório toma posse, sendo chefiado por Vasco Gonçalves e composto por elementos independentes, sobretudo militares, um Ministro do MDP/CDE, Francisco Pereira de Moura,  e alguns Secretários de Estado do PCP. Nesse dia "O Jornal Novo" publica o "Documento dos Nove" (também conhecido por "Documento Melo Antunes").
Três dias depois o Directório do MFA suspende os oficiais subscritores do "Documento dos Nove": Francisco Charais; Pezarat Correia; Vítor Alves; Melo Antunes; Costa Neves; Canto e Castro; Vítor Crespo; Vasco Lourenço e Sousa e Castro.
Entretanto e mobilizada pelo PCP e pelo PS, a população portuguesa divide-se, enquanto o PS exige a demissão do V Governo Provisório, o PCP protesta contra a "violência reaccionária".
Início de uma série de reuniões entre os "Nove" e Otelo Saraiva de Carvalho, do COPCON (que dias antes tinha divulgado um documento intitulado "Autocrítica revolucionária do COPCON e proposta de trabalho para um programa político"  conhecido como o "Documento do COPCON")  tendentes à elaboração de um documento e projecto de convergência política.
No Norte e Centro do país agudiza-se a hostilidade em relação ao V Governo Provisório, ao PCP e aos partidos de extrema-esquerda, havendo assaltos e destruições das sedes destes partidos que ocorrem um pouco por todo o lado.
O PS promove uma manifestação, a 15 de Agosto em Belém, de apoio ao "Documento dos Nove", o PCP reage com num comício realizado no Pavilhão dos Desportos em que apela "à unidade dos democratas e anti-fascistas".
A 19 de Agosto, o Presidente da República, Costa Gomes reúne com os subscritores do "Documento dos Nove" e com Otelo Saraiva de Carvalho a este é apresentado o Plano Político do MFA, elaborado pelos "Nove" e Otelo Saraiva de Carvalho, deste modo o Presidente decide encetar o processo de consultas para formação de um VI Governo Provisório. No dia seguinte Otelo Saraiva de Carvalho consuma a ruptura com Vasco Gonçalves, em carta pessoal este proíbe Vasco Gonçalves de visitar as unidades militares integradas no COPCON e pede ao general que "descanse, repouse, serene, medite e leia".
Em 24 de Agosto é apresentado do elenco do VI Governo Provisório que deveria ser chefiado por Carlos Fabião, este recusa no dia seguinte, sendo Pinheiro de Azevedo indigitado para formar o VI Governo Provisório. Vasco Gonçalves será nomeado CEMGFA.

## Duração fugaz
Depois de ter sido criado o Conselho da Revolução, sentindo-se legitimado pelo Presidente da República General Costa Gomes, suspende a 5.ª Divisão, de linha pró-Frente de Unidade Revolucionária e ligada a Vasco Gonçalves sendo encerradas dia 27 de Agosto por uma força militar chefiada por Jaime Neves, nesse dia a Frente de Unidade Popular promove, junto ao Palácio de Belém em Lisboa, uma manifestação de apoio a Vasco Gonçalves e a Costa Gomes, ambos recebem os manifestantes com discursos mas, mais uma vez, são notórias as diferenças de tom e de conteúdo utilizados pelos oradores.
A 28 de Agosto o PCP, em conferência de imprensa, propõe um encontro a nível militar e civil para clarificar a situação e abandona a FUP, que passa a designar-se FUR - Frente de Unidade Revolucionária.
No dia 31 de Julho o coronel Jaime Neves (e outros oficiais do Regimento de Comandos da Amadora) havia sido proibido de entrar na unidade, sendo depois reintegrado como Comandante, por Otelo Saraiva de Carvalho, no dia 4 de Agosto. A 31 de Agosto Pinheiro de Azevedo inicia as primeiras diligências para a formação do VI Governo Provisório, tendo o PS e o PPD opondo-se publicamente à nomeação de Vasco Gonçalves para CEMGFA.
No primeiro dia de Setembro de 1975, Pinheiro de Azevedo pretende a constituição de uma plataforma comum entre o PS, o PPD/PSD e o PCP.
Dois dias depois, numa Conferência de imprensa, o PCP e o MDP/CDE, alertando para a "ofensiva reaccionária", acusam o PPD/PSD, o CDS - Centro Democrático Social e o PCTP/MRPP da onda de violência e o PS da passividade e cumplicidade.
Uma Assembleia geral do MFA em Tancos modifica a composição do Conselho da Revolução e afasta Vasco Gonçalves do cargo de CEMGFA. No dia seguinte, 6 de Setembro, o V Governo Provisório demite-se.
Tendo sido criada para apoiar o V Governo Provisório, que se demite, a Frente de Unidade Revolucionária deixa de ter sentido e extingue-se.

## Figuras e principais dirigentes
- Vítor Dias - PCP
- Carlos Brito - PCP
- José Manuel Tengarrinha - MDP/CDE
- Pereira de Moura - MDP/CDE
- Manuel Serra - FSP - Frente Socialista Popular
- Isabel do Carmo - PRP/BR
- Carlos Antunes - PRP/BR
- Pedro Goulart - PRP/BR